# Chakali jezik
Chakali jezik (ISO 639-3: cli), nigersko-kongoanski jezik iz Gane u graničnom području provincija Northern i Upper West, većina u selu Ducie. Govori ga oko 6 000 ljudi (2003 GILLBT) iz plemena Chakali, u selu Tuasa samo starije osobe.
Chakali je podklasificiran zapadnogrusijskoj podskupini gurskih jezika. Leksički mu je najbliži vagla [vag] 68%. 

## Vanjske poveznice
- Ethnologue (14th)
- Ethnologue (15th)
- The Chakali Language